# 帝国文学
『帝国文学』（ていこくぶんがく、旧字体：帝󠄁國文󠄁學）は、かつて存在した日本の学術・文芸雑誌。1895年（明治28年）創刊。「帝国文学会」の機関紙。

## 概要
1895年（明治28年）1月 - 1917年（大正6年）2月、1917年（大正6年）10月 - 1920年（大正9年）1月、計296冊発行された。東京帝国大学文科大学（後に文学部）関係者の井上哲次郎・上田萬年・高山樗牛・上田敏らが組織した文学団体「帝国文学会」の機関誌である。日本文学の個性を主張することに重点を置いた雑誌であった。
夏目漱石の「倫敦塔」や芥川龍之介の「羅生門」、山本有三の「津村教授」などの文学作品が掲載された。『三田文学』や『早稲田文学』などの雑誌と対抗した。

## 帝国文学会
東京帝国大学文科の明治29年卒業生により結成。「29年組」と言われた会員には、姉崎正治（嘲風）、高山林次郎（樗牛）、喜田貞吉、黒板勝美、大町芳衛（桂月）、笹川種郎（臨風）、幸田成友、内田銀蔵、原勝郎、佐々政一（醒雪）、桑原隲蔵、岡田正美、島文次郎がおり、本郷森川町（現・本郷 (文京区)）にあった島の自宅を編集室に発足した。